# Cambio estructural (Economía)
El cambio estructural de una economía se refiere a un cambio en los modos básicos en que una economía o mercado opera o funciona; afecta a largo plazo, a diferencia de cambios a microescala o cambios en el corto plazo de la producción y del empleo. Por ejemplo, una economía de subsistencia es transformada en una economía de manufactura, o una economía regulada mixta es liberalizada. Un cambio estructural en la economía mundial es la globalización
Fisher (1939) y Clark (1940) observan los patrones en cambios en el empleo sectorial. La lógica de sus argumentos dicen que los patrones de producción son funciones del nivel de ingreso y que los cambios en los recursos y la producción son una parte integral del desarrollo. El mayor determinante de estos cambios es la elasticidad ingreso de la demanda. Bienes o sectores en los que hay una alta elasticidad ingreso de la demanda crecerá en importancia a medida que el ingreso crece. Los países 
Se refiere al proceso estratégico cuyo fin es propiciar un conjunto de transformaciones de la estructura económica y en la participación social, a través de cambios de fondo que corrijan desequilibrios estructurales fundamentales del apartado productivo y distributivo. 
"Marx parte de la consideración de que la totalidad existente está en permanente cambio. El universo, la naturaleza, la sociedad, el hombre, etcétera, están cambiando; sufren cambios en muchas ocasiones imperceptibles, pero en otras bastante claros y evidentes. También considera que los cambios se deben a fuerzas endógenas. Por tanto, la explicación de los cambios sociales deben buscarse en el interior de esas mismas sociedades, especialmente los cambios que se producen en su estructura económica. Para el marxismo, en uno de los elementos que conforman la base económica, se producen de manera permanente cambios. Este elemento dinámico lo denomina fuerzas productivas, y están formadas por los hombres y los instrumentos de trabajo, la maquinaria, la tecnología y todos los elementos materiales e intelectuales que intervienen en la producción."
El cambio estructural puede ser iniciado por políticas o por cambios permanentes en los recursos, población o la sociedad. La caída del comunismo, por ejemplo, es un cambio político que ha tenido implicaciones que han alcanzado a las economías dependientes de la economía manejada por el estado de la Unión Soviética. El cambio estructural involucra obsolescencia de habilidades, vocaciones y cambios permanentes en el gasto y producción resultando en desempleo estructural.
Los cambios económicos en el corto plazo pueden ser manejados en el corto plazo con políticas fiscales o monetarias, y se espera que las fluctuaciones se estabilicen en unos pocos años. Manejar cambios estructurales requiere de inversiones a largo plazo como la educación, reformas que incrementen la movilidad labor